# Chất chỉ điểm khối u
Chất chỉ điểm khối u là một dấu ấn sinh học được phát hiện trong máu, nước tiểu và mô, được dùng để đánh giá sự có mặt của một hay nhiều loại ung thư. Có rất nhiều loại chất chỉ điểm khối u khác nhau, mỗi loại đại diện cho một quá trình bệnh lý nhất định và được sử dụng để phát hiện ung thư. Định lượng chất chỉ điểm khối u có thể phát hiện ung thư nhưng cũng có nhiều nguyên nhân khác gây tăng các chất này (dương tính giả).
Chất chỉ điểm khối u có thể được sản xuất trực tiếp bởi khác tế bào của khối hoặc các tế bào chịu ảnh hưởng bởi sự có mặt của khối u
Mặc dù chụp X quang tuyến vú, siêu âm, chụp cắt lớp vi tính, cộng hưởng từ và xét nghiệm chất chỉ điểm khối u có giúp đánh giá giai đoạn và điều trị ung thư nhưng không đưa ra được chẩn đoán xác định mà cần phải sinh thiết.

## Phân loại
Các chất chỉ điểm khối u có thể là protein, protein liên hợp, peptides hoặc carbohydrates. Protein hoặc protein liên hợp có thể là enzym, hormone hoặc các đoạn protein. Giải trình tự gene nhằm mục đích chẩn đoán giúp phân loại các dấu ấn sinh học không được bàn luận tại đây.

## Chỉ định
Chất chỉ điểm khối u có thể được chỉ định để:
- Tầm soát một số ung thư phổ biến. Tầm soát tất cả hoặc phần lớn ung thư đã từng được đề xuất nhưng không cho thấy hiệu quả thực tiễn. Tầm soát một loại ung thư hoặc một vị trí cần có độ nhạy và độ đặc hiệu đạt ngưỡng nhất định. Ví dụ, kháng nguyên đặc hiệu tiền liệt tuyến (PSA) tăng được sử dụng như một dấu hiệu cho ung thư tiền liệt tuyến ở một số quốc gia.
- Theo dõi bệnh nhân ung thư sau điều trị, xác định các bệnh gần đây. Ví dụ: tăng AFP ở một đứa trẻ đã được điều trị u tế bào mầm có thể định hướng đến u nội bì tái phát.
- Chẩn đoán các loại u đặc trưng, đặc biệt là u não và những u tương tự không thể sinh thiết.
- Xác nhận lại chẩn đoán để kiểm tra các đặc điểm như kích thước, mức độ xâm lấn của khối u và nhờ đó giúp đánh giá lại hiệu quả của liệu pháp điều trị.
- Đánh giá giai đoạn: một số chất chỉ điểm khối u bao gồm quá các quá trình đánh giá giai đoạn của một số vị trí khối u.
- Tiên lượng kế hoạch điều trị trước khi điều trị và giúp bệnh nhân lên kế hoạch sau điều trị bằng phẫu thuật.
- Kiểm tra hiệu quả của điều trị để thay đổi phương pháp nếu không hiệu quả.
- Xem xét một phương pháp điều trị có phù hợp với một nhóm hoặc dưới nhóm u đặc biệt là trong y học cá nhân hóa.

Như đã được phát biểu trong BMJ 2009, dấu ấn sinh học không được khuyến cáo sử dụng cho mục đích chẩn đoán ung thư, mà được dùng để theo dõi tiến triển, trên từng loại ung thư, từng trường hợp lâm sàng, tầm soát. Việc sử dụng xét nghiệm mà không hiểu giá trị của chúng sẽ gây ra việc chỉ định xét nghiệm chất chỉ điểm khối u không phù hợp và gây ra kiểm tra quá nhiều ung thư.

## Kỹ thuật
Các chất chỉ điểm ung thư thường được xét nghiệm trong huyết tương, hiếm khi sử dụng nước tiểu hoặc các dịch khác. Thường sử dụng xét nghiệm miễn dịch nhưng những kỹ thuật khác như xác định hoạt tính enzym cũng đôi khi được sử dụng. Xét nghiệm hóa mô miễn dịch trên mô không cho kết quả định lượng nên không được sử dụng.
Có nhiều kỹ thuật khác nhau được sử dụng trong nhiều xét nghiệm. Trong theo dõi tiến triển bệnh, điều quan trọng là cần xét nghiệm với cùng một kỹ thuật do kết quả từ các xét nghiệm khác nhau thường không thể so sánh được. Ví dụ như có nhiều kít xét nghiệm thương mại khác nhau để định lượng AFP, dựa trên nhiều kỹ thuật khác nhau hay cho thymidine kinase cũng có nhiều xét nghiệm cho cả hoạt tính của enzym và lượng enzym
Nếu cần đánh giá lại chất chỉ điểm khối u, một số phòng thí nghiệm lâm sàng cung cấp một hệ thống cơ chế đặc biệt liên kết các kết quả xét nghiệm của người bệnh với nhau. Điều này đòi hỏi một mã đặc trưng cho từng người bệnh. Tại Mỹ người ta dùng Social Security number và căn cước công dân ở Bahrain.
Các xét nghiệm chất chỉ điểm khối u và cả những xét nghiệm lâm sàng khác thường được nghiên cứu trong các phòng thí nghiệm tại châu Âu. Ở Mỹ, New York là nơi đi đầu trong những nghiên cứu này.

## Danh sách các chất chỉ điểm thường dùng
| Chất chỉ điểm khối u                             | Loại khối u liên quan |
| ------------------------------------------------ | --- |
| Alpha fetoprotein (AFP)                          | u tế bào mầm, carcinoma tế bào gan |
| CA15-3                                           | Ung thư vú |
| CA27-29                                          | Ung thư vú |
| CA19-9                                           | Ung thư tụy, ung thư đại trực tràng và các loại ung thư đường tiêu hóa khác.                                                                                               |
| CA-125                                           | Ung thư buồng trứng, nhưng cũng tăng trong ung thư cổ tử cung, ung thư ống dẫn trứng, ung thư phổi, ung thư vú và ung thư đường tiêu hóa. cũng tăng trong endometriosis.   |
| Calcitonin                                       | carcinoma tuyến giáp thể tủy |
| Calretinin                                       | U trung biểu mô, ung thư sinh dục, adrenocortical carcinoma, sarcoma tuyến nước bọt                                                                                        |
| Carcinoembryonic antigen                         | ung thư đường tiêu hóa, ung thư cổ tử cung, ung thư phổi, ung thư buồng trứng, ung thư vú, ung thư đường tiết niệu                                                         |
| CD34                                             | u tế bào quanh mao mạch/u sợi, pleomorphic lipoma, GIST, dermatofibrosarcoma protuberans                                                                                   |
| CD99MIC 2                                        | Ewing sarcoma, primitive neuroectodermal tumor, u tế bào quanh mao mạch/u sợi sarcoma tuyến nước bọt, lymphoma, bệnh bạch cầu, ung thư ống sinh dụng                       |
| CD117                                            | GIST, bệnh tế bào mast, Ung thư tính hoàn |
| Chromogranin                                     | U thần kinh - nội triết |
| Chromosomes 3, 7, 17, and 9p21                   | Ung thư bàng quang |
| Cytokeratin (various types: TPA, TPS, Cyfra21-1) | nhiều loại carcinoma và một số sarcoma |
| Desmin                                           | sarcoma cơ trơn, sarcoma cơ xương, sarcoma tế bào mầm |
| Epithelial membrane antigen (EMA)                | nhiều loại carcinoma, meningioma và một số loại sarcoma |
| Factor VIII, CD31 FL1                            | sarcoma mạch |
| Glial fibrillary acidic protein (GFAP)           | glioma (astrocytoma, ependymoma) |
| Gross cystic disease fluid protein (GCDFP-15)    | ung thư vú, ung thư buồng trứng, ung thư tuyến nước bọt |
| HMB-45                                           | melanoma, PEComa (for example angiomyolipoma), clear cell carcinoma, carcinoma tủy thượng thận                                                                             |
| Human chorionic gonadotropin (hCG)               | bệnh lý nguyên bào nuôi do thai ngén, u tế bào mầm,chửa trứng |
| immunoglobulin                                   | lymphoma, bạch cầu cấp |
| inhibin                                          | u ống sinh dục, carcinoma tủy thượng thận, u nguyên bào mạch máu não |
| keratin (various types)                          | carcinoma, một số loại sarcoma |
| lymphocyte marker (various types                 | lymphoma, bệnh bạch cầu |
| MART-1 (Melan-A)                                 | u hắc tố, khối u bài tiết steroid (carcinoma tủy thượng thận, u tuyến sinh dục)                                                                                            |
| Myo D1                                           | sarcoma phần mềm, khối u có tế bào nhỏ, tròn và bắt màu xanh |
| muscle-specific actin (MSA)                      | sarcoma cơ (leiomyosarcoma, rhadomyosarcoma) |
| neurofilament                                    | u thần kinh - nội tiết, ung thư phổi không tế bào nhỏ |
| neuron-specific enolase (NSE)                    | u thần kinh - nội tiết, ung thư phổi không tế bào nhỏ, ung thư vú. |
| placental alkaline phosphatase (PLAP)            | Ung thư tinh hoàn, u nghịch mầm, carcinoma bào thai |
| prostate-specific antigen (PSA)                  | ung thư tiền liệt tuyến |
| PTPRC (CD45)                                     | lymphoma, bệnh bạch cầu, sarcoma mô bào |
| S100 protein                                     | u hắc tố, sarcoma (sarcoma thần kinh, lipoma, chondrosarcoma), u tế bào hình sao, GIST, ung thư tuyến nước bọt, một số loại ung thư biểu mô tuyến, u mô bào (đại thực bào) |
| smooth muscle actin (SMA)                        | Gist, leiomyosarcoma, PEComa |
| synaptophysin                                    | U thần kinh nội tiết |
| thymidine kinase                                 | lymphoma,bệnh bạch cầu, ung thư phổi, ung thư tiền liệt tuyến |
| thyroglobulin (Tg)                               | sau phẫu thuật ung thư giáp nhưng không dùng cho ung thư tuyến giáp thể tủy)                                                                                               |
| thyroid transcription factor-1 (TTF-1)           | tất cả các loại ung thư tuyến giáp, ung thư phổi |
| Tumor M2-PK                                      | ung thư đại trực tràng, ung thư vú,;carcinoma tế bào thận;ung thư phổi, ung thư tụy, ung thư thực quản, ung thự dạ dày,ung thư cổ tử cung, ung thư buồng trứng,            |
| vimentin                                         | sarcoma, ung thư tế bào thận, ung thư tế bào mầm, carcinoma phổi, lymphoma, bệnh bạch cầu, u hắc tố.                                                                       |

## Độ chính xác
Độ chính xác của mỗi xét nghiệm rất khác nhau: một số xét nghiệm cho thay đổi nhỏ trong nồng độ hay hoạt động do đó đòi hỏi cần có độ chính xác cao trong khi những xét nghiệm khác có thể có một sự khác biệt lớn giữa giá trị bình thường và bệnh lý nên không cần độ chính xác quá cao. Do đó, độ chính xác cho mỗi thí nghiệm khác nhau phụ thuộc vào từng trường hợp như chẩn đoán và mục đích. Điều này cũng bị ảnh hưởng bởi khoảng hữu ích cho mỗi xét nghiệm được chỉ định cho từng chẩn đoán và mục đích sử dụng. Mỗi phòng xét nghiệm nên kiểm tra độ chính xác của xét nghiệm qua thiết bị và người xét nghiệm.
Hiệu ứng mẫu bệnh phẩm có nồng độ cao (high dose hook effect) là một sai số của các bộ xét nghiệm miễn dịch khiến cho báo cáo nồng độ thấp trong khi thực tế là cao. Hook effect có thể cản trở việc phát hiện khối u. Hook effect có thể được kiểm tra bằng thí nghiệm pha loãng. Không có hiện tượng high dose hook effect nếu như nồng độ chất chỉ điểm khối u giảm dần sau khi pha loãng.

## Xét nghiệm nhiều chất chỉ điểm khối u
So với những xét nghiệm khác, các chất chỉ điểm khối u có một số đặc điểm làm ảnh hưởng đến khả năng sử dụng của chúng: 
- Độ nhạy không cao gây âm tính giả, ví dụ: kết quả xét nghiệm là âm tính nhưng vẫn có ung thư hoặc bệnh lý khác.
- Độ đặc hiệu không cao, gây dương tính giả, ví dụ: không có ung thư nhưng xét nghiệm cho kết quả ngược lại gây ra thực hiện các xét nghiệm và lo lắng không cần thiết.

So với những xét nghiệm khác, giá trị ước lượng (có thể là âm tính hoặc dương tính thật), phụ thuộc mạnh vào xác suất trước xét nghiệm. Giá trị ước lượng có thể tăng nếu hai hoặc nhiều xét nghiệm được thực hiện đồng thời và có giá trị ước lượng tương đương nhau.
Việc kết hợp nhiều xét nghiệm sẽ cho kết quả chính xác hơn ví dụ:
- Đại trực tràng: M2-PK; nếu M2-PK không có sẵn, có thể xét nghiệm CEA, CA 19-9, CA 125
- Ung thư vú:  CEA, CA 15-3, Cyfra 21-1
- Buồng trứng: CEA, CA 19-9, CA 125, AFP, BHCG
- Tử cung: CEA, CA 19-9, CA 125, Cyfra 21-1, SCC
- Tiền liệt tuyến: PSA, FPSA và tỷ lệ
- Tinh hoàn: AFP, BHCG
- Tụy/dạ dày: CEA, CA 19-9, CA 72-4
- Gan: CEA, AFP
- Thực quản: CEA, Cyfra 21-1
- Tuyến giáp: CEA, NSE
- Phổi: CEA, CA 19-9, CA 125, NSE, Cyfra 21-1 (độ nhạy  95 phần trăm cho Cyfra 21-1 là 79 phần trăm, trong khi SCC và CEA là 41 và 31 phần trăm)[18]
- Bàng quang: CEA, Cyfra 21-1, TPA